# Tumba del soldado desconocido (Nueva Zelanda)
La Tumba del soldado desconocido (en inglés: New Zealand Tomb of the Unknown Warrior) se encuentra en el memorial nacional de Guerra en la calle Buckle en,  Wellington, Nueva Zelanda. Los restos del soldado, una de las 18.166 víctimas de Nueva Zelanda en la Primera Guerra Mundial, fueron exhumados el 10 de octubre de 2004 del cementerio del valle Caterpillar, cerca de donde la División de Nueva Zelanda luchó en 1916.
El 6 de noviembre de 2004, los restos, llegaron en un ataúd de cobre sellado y fueron colocados en un ataúd rimu proveniente de Nueva Zelanda.